# ケロQ
ケロQ（ケロキュウ、KeroQ）は、東京都新宿区に本社を置くムーンフェイズ株式会社によるゲームブランド。ムーンフェイズ株式会社は1998年に有限会社ケロキュウとして設立され、2005年に組織変更の上現行の社名となる。現在の代表取締役は同ブランドの制作総指揮であるSCA-自。
なおムーンフェイズ株式会社には、ケロQの他に姉妹ブランドの枕がある。またその他に、ロープライス・ミドルプライスブランドとして、プチケロQがあるが2013年にぷちけろと改名された。
2010年3月26日にケロＱブランドより発売された『素晴らしき日々 〜不連続存在〜』は萌えゲーアワード2010大賞部門銅賞、シナリオ賞部門金賞受賞作品を受賞している。 
また、2015年10月23日に枕ブランドより発売された『サクラノ詩 -櫻の森の上を舞う-』は萌えゲーアワード2015大賞、ユーザー支持賞金賞、10月月間賞を獲得している。

## 作品一覧

### ケロQ
- 1999年8月27日 - 終ノ空
- 2000年11月30日 - 二重影
- 2001年11月30日 - 二重箱
- 2003年1月31日 - モエかん
- 2004年6月11日 - モエカす
- 2010年3月26日 - 素晴らしき日々 〜不連続存在〜
- 2018年7月20日 - 素晴らしき日々 〜不連続存在〜 フルボイスHD版
- 2020年12月25日 - 素晴らしき日々～不連続存在～ 10th Anniversary特別仕様版[1]
- 2025年7月20日 - 素晴らしき日々 15th anniversary editon
- 凍結 - 陰と影 〜那月綺談〜

### プチケロQ
- 2007年8月31日 -　テレビの消えた日

### ぷちけろ
- 2014年1月31日 -　コトバの消えた日